# Rehren (Auetal)
Rehren è una frazione (Ortsteil) del comune di Auetal, nel land della Bassa Sassonia, in Germania.

## Storia
Già comune autonomo nel circondario della contea di Schaumburg, il 1º marzo 1974 incorporò il territorio dei dissolti comuni di Borstel, Kathrinhagen, Poggenhagen, Rannenberg e Westerwald. Fu soppresso il 1° aprile 1974 e unito a Hattendorf, Rolfshagen e Schoholtensen per formare il nuovo comune di Auetal.